# Zandvoort

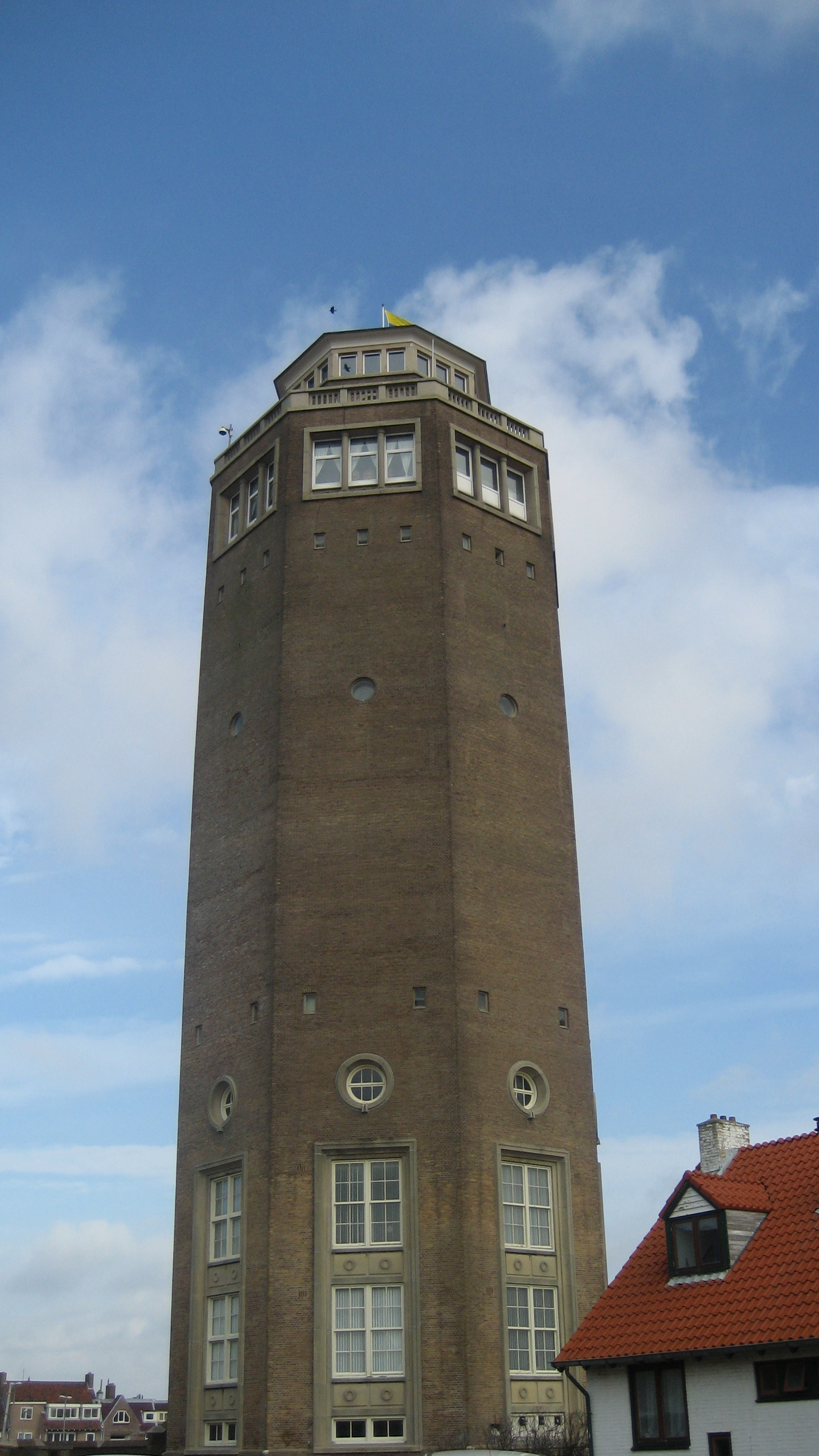
Wasserturm von Zandvoort

Zandvoort (anhörenⓘ, Aussprache [ˈzɑntfoːrt]) ist eine niederländische Gemeinde in der Provinz Nordholland. Zandvoort lebt überwiegend vom Tourismus.

## Geographie
Der Ort liegt in einem weitläufigen Dünengebiet direkt an der niederländischen Westküste. Im Süden grenzen die Amsterdamse Waterleidingduinen an den Ort; dort wird Trinkwasser für die Stadt Amsterdam gewonnen. Zugleich dient das Gebiet der Erholung. Im Norden erstreckt sich der Nationalpark Zuid-Kennemerland bis IJmuiden.

## Geschichte

### Anfänge als Fischerdorf
Zandvoort war schon um 1100 bekannt und hieß damals noch Sandevoerde; der Name setzte sich aus Sand und Voorde (Furt) zusammen. Bis 1722 war das ganze Gebiet unter der Herrschaft der Heren van Brederode. Jahrhundertelang lebte das Dorf vom Fischfang. Die Boote landeten auf dem flachen Strand an und die Fische wurden von dort zum Haarlemer Markt gebracht. Der Ausbau des Hafens im benachbarten IJmuiden im Zuge des Baus der Nordseekanals beschleunigte den Niedergang des Zandvoorter Fischfangs. Die Bewohner begannen, in den Dünen Kartoffeln anzubauen.

### Entwicklung zum Seebad
Zur wichtigsten neuen Einnahmequelle wurde bald der Badetourismus. 1828 wurde das erste Badehaus eröffnet. In Großbritannien kam das Seebaden als Heil- und Erholungsmethode auf und der Zandvoorter Arzt Metzger führte dessen Gebrauch in Zandvoort ein. Mehrere Persönlichkeiten besuchten den Ort. So kam die Kaiserin Sisi von Österreich 1884 und 1885 zur Erholung hierher und ließ sich von Metzger physiotherapeutisch behandeln. Maler wie der Realist Fritz von Uhde fanden ihre Motive in Zandvoort und hielten in ihren Bildern das Leben der einfachen Leute fest.
Der Tourismus entwickelte sich besonders, seit Zandvoort 1881 an das niederländische Schienennetz angebunden wurde und 1899 auch noch eine Straßenbahnverbindung mit Haarlem folgte. Prachtvolle Hotelbauten und Luxusvillen entstanden in dieser Zeit. Ab 1881 verband eine Einkaufspassage den Bahnhof mit einem Kurhaus am Strand. 1912 wurde Zandvoort an das Wasserleitungsnetz angeschlossen und im Folgejahr ein erster Wasserturm errichtet.
Bei der Schachweltmeisterschaft 1935 war der vornehme Badeort einer der Austragungsorte. Alexander Aljechin und Max Euwe spielten dort eine Partie, die als „Perle von Zandvoort“ berühmt wurde.

### Zandvoort im Zweiten Weltkrieg
Während der 1930er Jahre gab es in Zandvoort den landesweit höchsten Prozentsatz an Mitgliedern des NSB – der damaligen Niederländischen Nationalsozialistischen Bewegung. Der Zweite Weltkrieg richtete in Zandvoort viele Schäden an. Am 23. Mai 1942 wurde der Zugang zum Strand verboten und kurze Zeit später fast ganz Zandvoort geräumt. Badehäuser und Boulevards mussten dem deutschen Atlantikwall Platz machen. 1943 wurde der Wasserturm gesprengt. Der Ort wurde mit einem Betonwall umgeben und noch immer findet man um Zandvoort viele Bunker.

### Entwicklung nach dem Krieg
Nach dem Krieg wurden viele Wohnungen gebaut und der Tourismus nahm stark zu. 1948 wurde der Circuit Park Zandvoort – eine Motorsport-Rennstrecke – angelegt. 1952 wurde der heutige weithin sichtbare Wasserturm eingeweiht. 1957 wurde der Straßenbahnbetrieb nach Amsterdam (über Haarlem) eingestellt. Die vielen Hochhäuser, teilweise Plattenbauten, die für Touristen, aber auch für die Einwohner entstanden, haben den typisch niederländischen Baustil des Ortes weitgehend verdrängt. In einigen Nebenstraßen finden sich noch Reste des alten Fischerdorfes und an den Ausfallstraßen stehen einige prachtvolle Jugendstilvillen. Das Ortszentrum und der Strandboulevard werden heute von Gaststätten, kleinen Geschäften und einem Spielcasino geprägt.

## Tourismus
Der Tourismus hat vor allem in der Hauptsaison großen Einfluss auf die Wirtschaft der Gemeinde. Im Jahr 2003 hatte fast die Hälfte aller Arbeitsplätze in Zandvoort eine Verbindung zum Tourismus. Im ganzen Ort findet man Hotels, Pensionen und andere Unterkünfte. Viele von ihnen entstanden während des Baubooms in den 1950er- und 60er-Jahren. Auch der Center Parc (früher Sunparks) ist ein großer Anziehungspunkt für den Tourismus.
Am Strand laden Pavillons und Cafés die Badegäste ein. Im südlichen Strandbereich ist eine drei Kilometer lange FKK-Zone ausgewiesen.
Viele niederländische Familien verbringen ihre Wochenenden und Urlaubstage in Strandbungalows, auch Beachhouses genannt, nur wenige Meter vom Meer entfernt. Diese Häuser sind teilweise über Generationen in Familienbesitz. Die Saison beginnt Ostern und endet im Oktober. Dann werden die Häuser auf LKW verladen und im Bereich der Zandvoort-Rennstrecke wintersicher eingelagert, da die Stürme zu heftig für die Holzhäuser sind.

## Öffentlicher Personennahverkehr

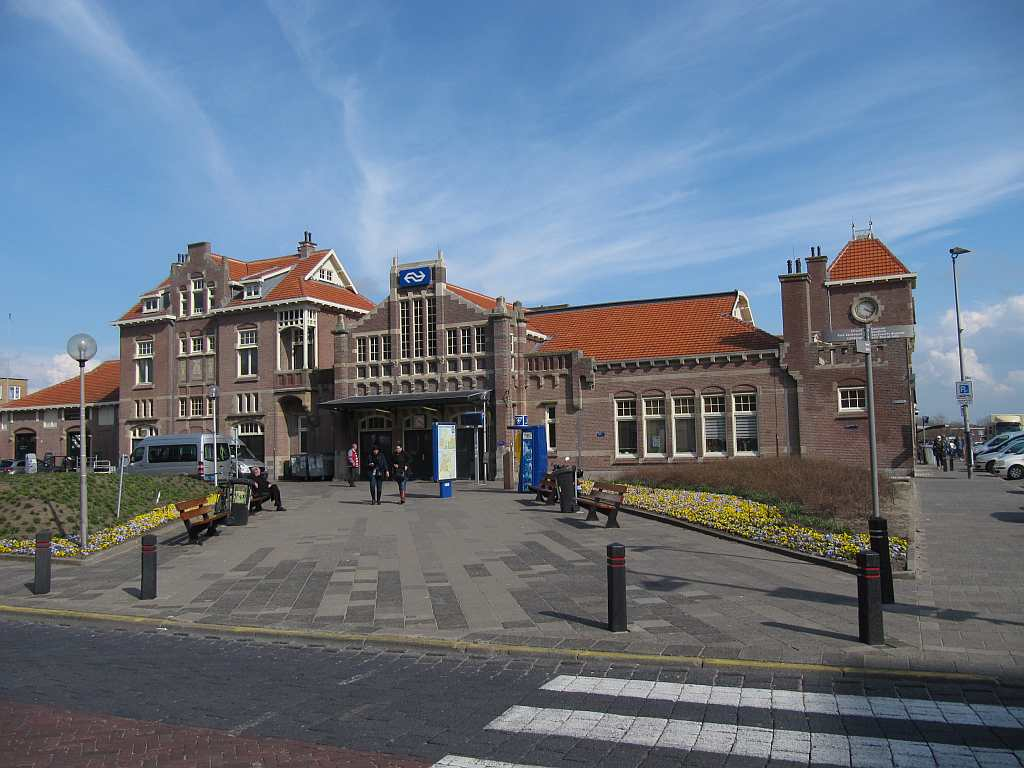
Empfangsgebäude des Bahnhofes Zandvoort aan Zee

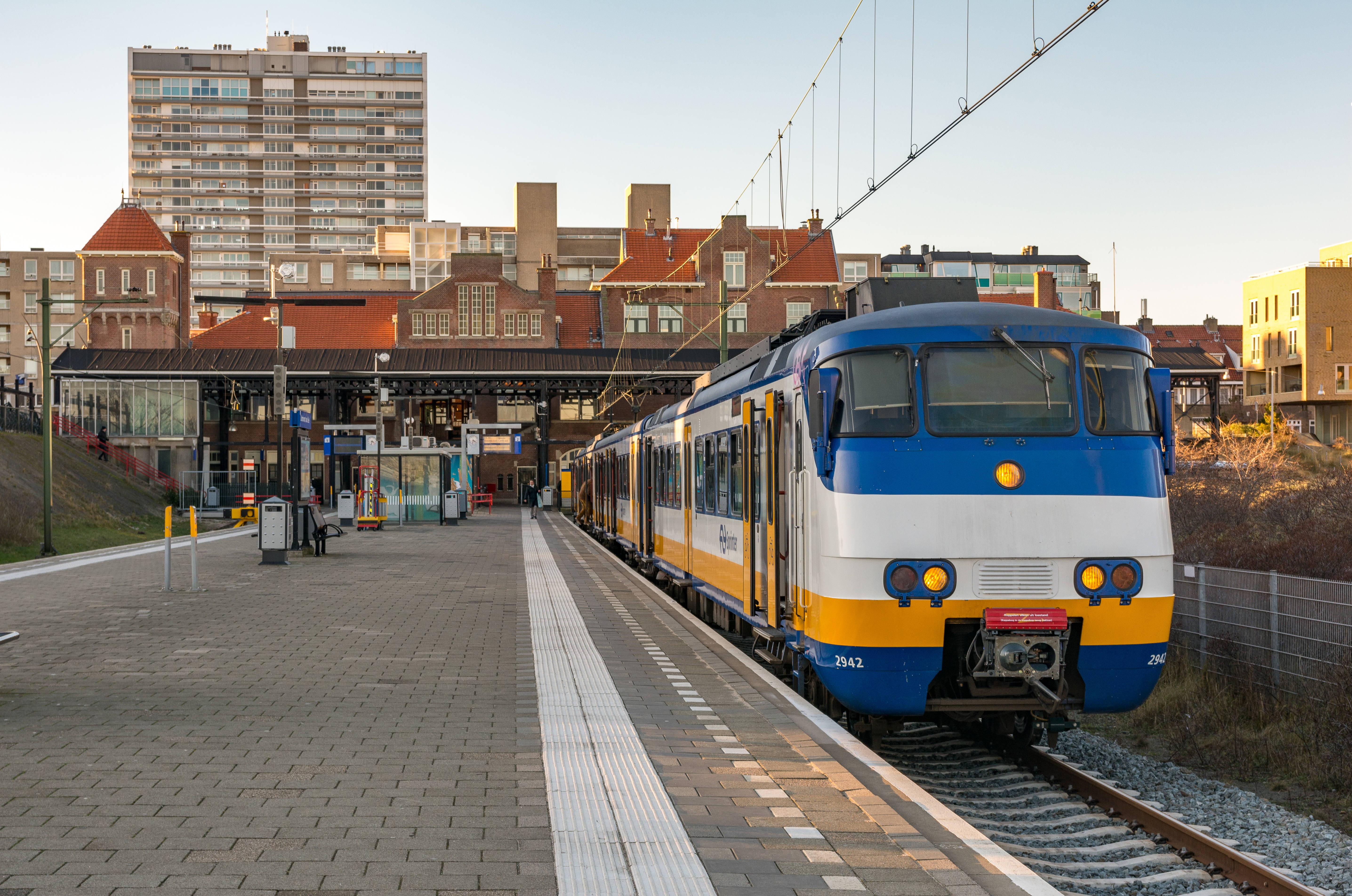
Halt eines Regionalzugs

Ab 1895 bestand eine Straßenbahnverbindung nach Haarlem und Amsterdam. Diese wurde 1957 geschlossen. Der Endhaltepunkt war in der Ortsmitte.
Die seit 1881 verkehrende normalspurige Bahnstrecke führt bis auf 200 Meter an den Strand heran. Die Personenzüge verkehren über Haarlem nach Amsterdam.

## Sehenswürdigkeiten, Freizeit und Unterhaltung
- Das Zandvoorts Museum zeigt die Entwicklung Zandvoorts vom Fischerdorf zum Badeort.[7]
- Das Jutters Mu-ZEE-um beschäftigt sich mit dem Strandgut, das in den Jahren an den Strand von Zandvoort angespült wurde.[8]
- Evangelische Kirche mit spätgotischem Turm aus dem 15. Jahrhundert.
- Circus Zandvoort – Das bunte Gebäude wurde als Vergnügungspark 1986 inmitten des historischen Ortskerns von dem Architekten Sjoerd Soeters erbaut.[9]
- Circuit Park Zandvoort Neben der DTM, den ADAC GT Masters und einigen nationale Rennen findet hier seit 2021 wieder die Formel 1 (Großer Preis der Niederlande) statt, nachdem das für 2020 geplante Rennen aufgrund der COVID-19-Pandemie abgesagt wurde. Zuletzt gastierte die Formel 1 von 1948 bis 1985 in Zandvoort.
- Holland Casino – eine Spielbank am Strandboulevard

## Politik

### Sitzverteilung im Gemeinderat
In Zandvoort setzt sich der Gemeinderat wie folgt zusammen:
| Partei                        | Sitze a | Sitze a | Sitze a | Sitze a | Sitze a | Sitze a | Sitze a | Sitze a | Sitze a | Sitze a | Sitze a |
| Partei                        | 1982    | 1986    | 1990    | 1994    | 1998    | 2002    | 2006    | 2010    | 2014    | 2018    | 2022    |
| ----------------------------- | ------- | ------- | ------- | ------- | ------- | ------- | ------- | ------- | ------- | ------- | ------- |
| Jong Zandvoort                | –       | –       | –       | –       | –       | –       | –       | –       | –       | –       | 3       |
| CDA                           | 2       | 3       | 3       | 3       | 2       | 3       | 2       | 2       | 2       | 2       | 3       |
| Ouderen Partij Zandvoort      | –       | –       | –       | –       | –       | 3       | 4       | 3       | 5       | 4       | 3       |
| VVD                           | 8       | 5       | 5       | 4       | 6       | 4       | 5       | 5       | 3       | 3       | 2       |
| PVV                           | –       | –       | –       | –       | –       | –       | –       | –       | –       | 2       | 2       |
| GroenLinks                    | –       | –       | –       | –       | –       | –       | 1       | 1       | –       | 1       | 1       |
| D66                           | 1       | 2       | 4       | 3       | 1       | –       | –       | 1       | 3       | 3       | 1       |
| PvdA                          | 3       | 4       | 3       | 3       | 3       | 3       | 3       | 2       | 1       | 1       | 1       |
| Zandvoort Echt Eén            | –       | –       | –       | –       | –       | –       | –       | –       | –       | –       | 1       |
| Gemeente Belangen Zandvoort b | 1       | 3       | 2       | 4       | 2       | 4       | 1       | 2       | 2       | 1       | 0       |
| Sociaal Zandvoort             | –       | –       | –       | –       | –       | –       | –       | 1       | 1       | 0       | –       |
| SP                            | –       | –       | –       | –       | 2       | –       | 1       | –       | –       | –       | –       |
| Algemeen Ouderen Verbond      | –       | –       | –       | –       | 1       | –       | –       | –       | –       | –       | –       |
| Unie 55+                      | –       | –       | –       | –       | 1       | –       | –       | –       | –       | –       | –       |
| Inspraak Nu b                 | 2       | –       | –       | –       | –       | –       | –       | –       | –       | –       | –       |
| Gesamt                        | 17      | 17      | 17      | 17      | 17      | 17      | 17      | 17      | 17      | 17      | 17      |

Anmerkungen

### Bürgermeister
Seit dem 19. September 2019 ist David Moolenburgh (CDA) amtierender Bürgermeister der Gemeinde. Zu seinem Kollegium zählen die Beigeordneten Gerard Kuipers (D66), Gert-Jan Bluijs (CDA), Gert Toonen (PvdA) sowie die Gemeindesekretärin Anky Griekspoor-Verdurmen.

## Söhne und Töchter der Stadt
- Herman Heijermans (1864–1924), Dramatiker, Schriftsteller, Journalist und Intendant
- Ernst van’t Hoff (1908–1955), Jazz- und Unterhaltungsmusiker
- Stella Maessen (* 1953), Sängerin
- Jan Lammers (* 1956), Autorennfahrer
- Edwin Keur (* 1972), DJ und Musikproduzent

## Galerie

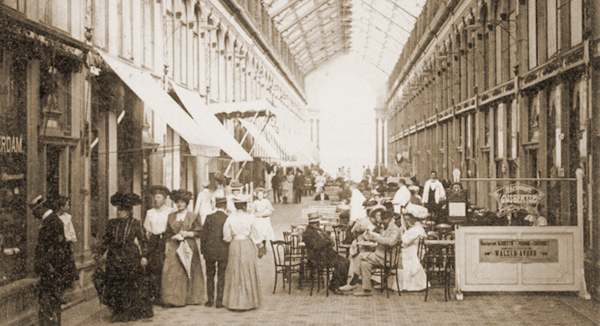
Einkaufspassage im 19. Jahrhundert
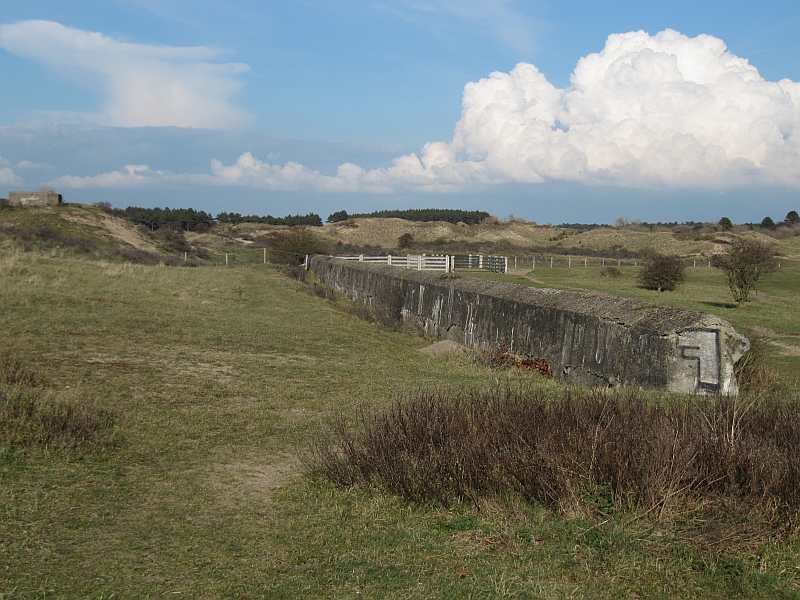
Reste der Wallanlage aus dem Zweiten Weltkrieg am Ortsrand in den Kennemerduinen
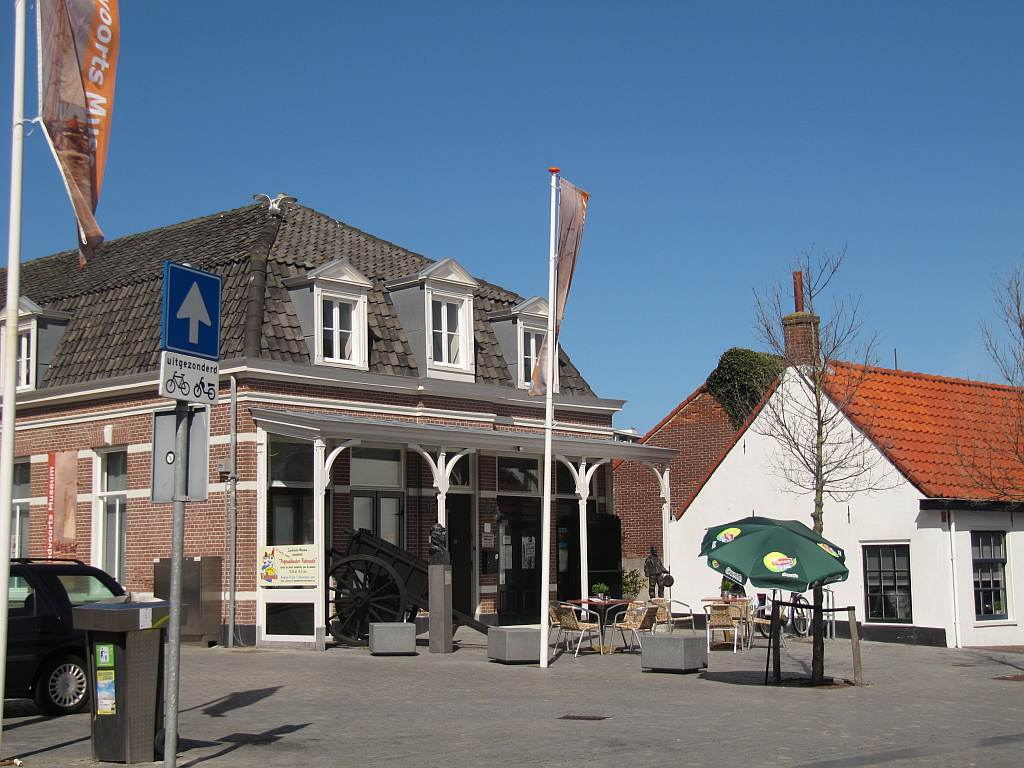
Zandvoorts Museum
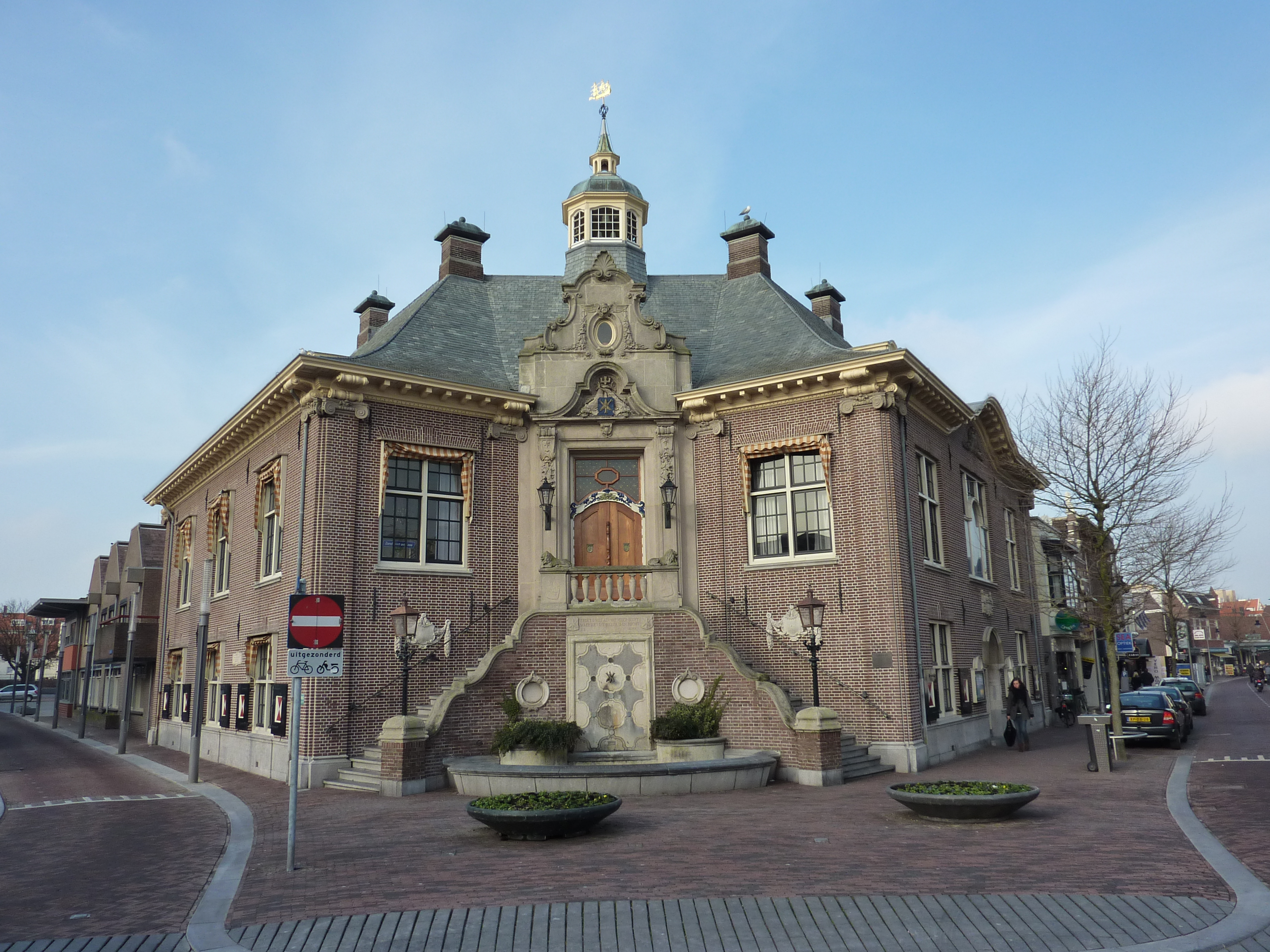
Rathaus von Zandvoort
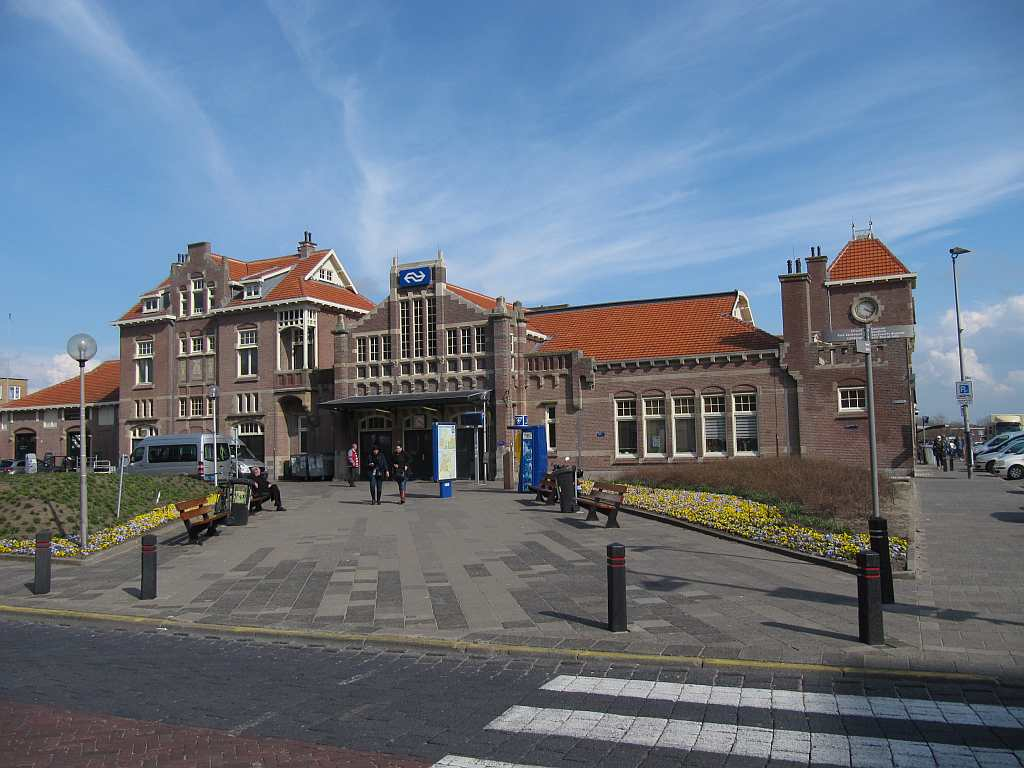
Bahnhof
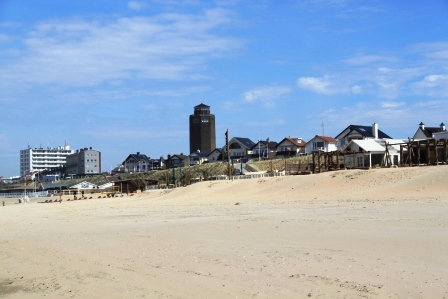
Panorama
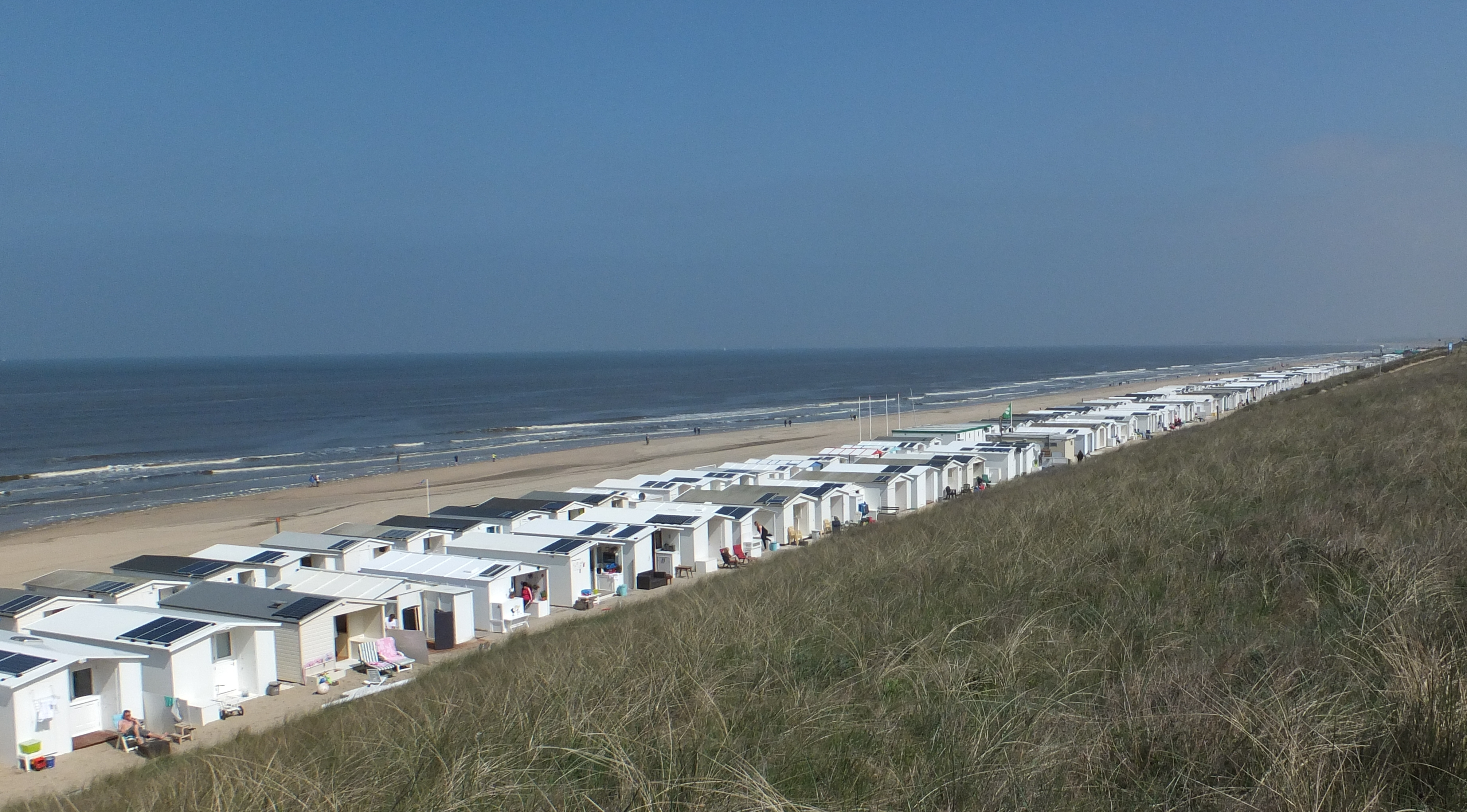
Strandhäuser am Strand